# Maison Flašar
La maison Flašar (en serbe cyrillique : Кућа Флашар ; en serbe latin : Kuća Flašar) est située à Belgrade, la capitale de la Serbie, dans la municipalité urbaine de Vračar. Construite en 1932, elle est inscrite sur la liste des biens culturels de la ville de Belgrade.

## Présentation
La maison Flašar, située 16 rue Kornelija Stankovica, a été construite en 1932 d'après un projet de l'architecte Milutin Borisavljević (Miloutine Borissavliévitch). Elle a été conçue comme une maison familiale d'un étage, de  plan rectangulaire avec un agencement symétrique. Elle est caractéristique du style académique, avec une façade comportant des pilastres monumentaux couronnés de volutes ioniques. Le toit est plat avec des balustrades et des éléments décoratifs en forme d'urnes. Les fenêtres du rez-de-chaussée, de même que l'entrée, se terminent par des arcades et sont ornées de balustrades aveugles ; les fenêtres de l'étage sont rectangulaires et chacune dotées d'un balcon en fer forgé. Les ouvertures reflètent l'organisation de l'espace intérieur.
En 1936, la maison a été achetée par Ignjat Flašar, qui lui a ajouté un étage, lui aussi conçu par l'architecte Borisavljević.